# 辛如金
辛如金（1528年—？），字汝礪，山東東昌府高唐州恩縣人，民籍，明朝政治人物。

## 生平
嘉靖三十七年（1558年）山東鄉試第二十四名舉人，隆慶二年（1568年）中式戊辰科會試第六十名，三甲第九名進士。授永平府推官，調江西寧州判官，升知縣。

## 家族
曾祖辛景中；祖父辛興；父辛紹祖，教諭。母梁氏。永感下。